# 부원역
부원역(Buwon station, 府院驛)은 경상남도 김해시 부원동에 위치한 부산-김해 경전철의 역이다.
부산김해경전철 유실물센터가 있고 역내부에 김해중부경찰서 분소가 있다.

### 승강장
2면 2선 상대식 승강장으로 운영되고 있으며,승강장에는 스크린도어가 설치되어 있다.
| 김해시청↑ |
| \| 상     |
| ↓봉황     |

| 상행 | ● 부산-김해 경전철 | 사상 방면   |
| 하행 | ● 부산-김해 경전철 | 가야대 방면 |

## 역 주변
- 김해중부경찰서
- 부원동 주민센터
- 아이스퀘어
- 김해세무서
- KT김해지점
- 국민연금공단 김해지사
- 롯데마트 부원점

## 인접한 역
| 부산-김해 경전철      | 부산-김해 경전철   | 부산-김해 경전철    |
| --------------------- | ------------------ | ------------------- |
| 14 김해시청 사상 방면 | ● 부산-김해 경전철 | 16 봉황 가야대 방면 |